# Horodok (oblast' di Žytomyr)
Horodok (in ucraino Городок?) è un insediamento rurale ucraino (2 781 abitanti) nel distretto di Žytomyr, nell'oblast' di Žytomyr. Ospita l'amministrazione della comunità territoriale di Horodok, una delle comunità territoriali dell'Ucraina.
Fino al 18 luglio 2020 Horodok faceva parte del distretto di Radomyšl' abolito come parte della riforma amministrativa dell'Ucraina, che ha ridotto a quattro il numero dei distretti dell'oblast' di Žytomyr. L'area del distretto di Radomyšl' è stata trasferita al distretto di Žytomyr. 
Fino al 26 gennaio 2024 Horodok era classificata come insediamento di tipo urbano. Da tale data è entrata in vigore una nuova legge che ha abolito questo status e Horodok è stata riclassificata come insediamento rurale,
Horodok ha ottenuto lo status di insediamento di tipo urbano il 16 agosto 2012.

## Architetture
Nel comune di Horodok, nella frazione di Horodkivka, si trova la Chiesa di Santa Chiara.